# Аннопільська волость
Аннопільська (Ганнопільська) волость — історична адміністративно-територіальна одиниця Острозького повіту Волинської губернії Російської імперії. Волосний центр — містечко Ганнопіль.

## Історія
Аннопільська волость існувала у XIX — до 1923 року XX століття. До кінця 1920 року волость входила до складу Острозького повіту.
18 березня 1921 року, після підписання мирної угоди («Ризький мир») між РРФСР і УСРР, з одного боку, та Польщею — з другого, був прокладений новий державний кордон, який поділив Волинську губернію на дві частини — до Польщі відійшли 6 повітів губернії, а також 5 волостей Острозького повіту, інші дев'ять волостей, у тому числі Аннопільська, відійшли до Заславського повіту УСРР.
Кордон «відтяв» на польський бік 2 села волості — Глибочок та Жаврів, що увійшли до складу ґміни Майкув Острозького повіту. Після 1939 року ці села не були приєднані до складу Хмельницької області, а увійшли до складу новоствореної Рівненської області.
7 березня 1923 року замість повітів і волостей був запроваджений поділ губерній на округи та райони. Волость увійшла до складу Ганнопільського району, Шепетівської округи.
Зараз територія колишньої волості знаходиться в межах Славутського району, Хмельницької області.

## Адміністративний устрій

### Дані на 1885 рік
Станом на 1885 рік волость складалася з 19 поселень: в тому числі 16 сільських громад. Населення — 7469 осіб (3664 чоловічої статі та 3805 — жіночої), 591 дворове господарство.
|                     | Площа, десятин | У тому числі орної, дес. |
| ------------------- | -------------- | ------------------------ |
| Сільських громад    | 7623           | 6119                     |
| Приватної власності | 7289           | 3949                     |
| Казенної власності  | —              | —                        |
| Іншої власності     | 426            | 147                      |
| Загалом             | 15138          | 10215                    |

Основні поселення волості:
- Ганнопіль — колишнє власницьке містечко за 30 верст від повітового міста Острога, 176 осіб, 17 дворів, православна церква, католицька каплиця, три єврейських молитовних будинки, п'ять постоялих двірів, вітряний млин.
- Великий Скнит — колишнє власницьке село, 551 осіб, 54 дворів, православна церква, постоялий двір.
- Головлі — колишнє власницьке село, 398 осіб, 49 дворів, православна церква, постоялий двір, вітряний млин, винокурний завод.
- Лисиче — колишнє власницьке село, 485 осіб, 61 двір, постоялий двір, вітряний млин, винокурний завод.
- Понора — колишнє державне поселення, 453 особи, 47 дворів, православна церква, постоялий двір, паровий млин.
- Рівки — колишнє власницьке село, 450 осіб, 65 дворів, православна церква, постоялий двір, вітряний і водяний млини.